# Chelidonichthys capensis
Chelidonichthys capensis — вид риб з родини триглові (Triglidae). Поширений у західному Індійському океані, де вони зустрічаються на глибинах від 10-390 метрів біля берегів таких країн, як Мозамбік і Намібія. Загальна довжина тіла до 75 см, живе максимум 16 років. Цей вид має комерційне значення.